# Народный союз освобождения Гваделупы
Народный союз освобождения Гваделупы (фр. L’Union populaire pour la libération de la Guadeloupe, UPLG) — политическая партия (первоначально леворадикальное движение) Гваделупы, основанная в 1978 году Люсьеном Перрютеном и Жаном Барфлером как развитие Группы национальных организаций Гваделупы (GONG). Он борется за полную независимость острова.

## История
UPLG была основана в 1978 году бывшими членами GONG — одной из первых организаций, требовавших независимости Гваделупы.
13 декабря 1981 года с целью соединения левых профсоюзных сил и сепаратистов было образовано Движение за объединение национально-освободительных сил Гваделупы (MUFLNG). Однако MUFLNG сталкивается с конкуренцией со стороны более активных вооружённых группировок, таких как Вооружённая группа освобождения Гваделупы, Народное движение за независимую Гваделупу или Национально-освободительная армия.
В 1982 году организация на пресс-конференции выступила против закона о децентрализации, считая его уловкой французского колониализма. Этот решительный отказ привёл к совместной инициативе с радикальными группами других французских владений: Движением за независимость Мартиники и Национальным фронтом освобождения Гвианы.
В то же время движение за независимость радикализируется: в период с марта по ноябрь 1983 Карибский революционный альянс (ARC) Люка Ренетта, арестованного в 1984 году, организовал несколько террористических атак. UPLG оказывает им относительную поддержку. Они продолжались до 1989 года.
24 июля 1984 в Пуэнт-а-Питр в результате взрыва бомбы погибли 4 члена UPLG, среди них архитектор Жак Бертло, медсестра-психиатр Мишель-Этьен Урание, учитель Франсуа Казимир и сельскохозяйственный рабочий Фред Пино.
В апреле 1989 UPLG отказалось от вооружённой борьбы и организовала демонстрации в Порт-Луи с требованием освобождения политических заключённых. Последнее спровоцировало ожесточенные столкновения с полицией.
Легализовавшись, с 1992 года участвует в региональных выборах (наиболее успешно — в 2010 году с 12,4 % голосов и 4 депутатами из 41).
Нынешним генеральным секретарём с 2022 года является географ Жан-Жакоб Бисеп.